# الانتخابات البرلمانية اليمنية 2003
الانتخابات البرلمانية اليمنية 2003  أجريت في اليمن في 27 أبريل 2003. والتي كان مقرر إجراؤها في 2001، وفاز فيها حزب المؤتمر الشعبي العام الذي ينتمي إليه رئيس الجمهورية بأغلبية المقاعد، حيث حصل على 58% من الأصوات. ونتيجة لذلك سيطر الحزب على البرلمان وحجز 229 مقعدًا من إجمالي مقاعد البرلمان البالغ عددها 301.

## الانتخابات
تقدمت تسعة عشر حزباً وتنظيمًا سياسيًا بـ 991 مرشحًا للمقاعد البرلمانية الـ 301، بالإضافة إلى 405 مرشحاً مستقلاً، وتم تسجيل أكثر من ثمانية ملايين مواطن في جداول الناخبين، بما في ذلك الناخبات النساء الذي تضاعف عددهن تقريباً مقارنة بانتخابات 1997 (3.4 مليون مقابل 1.8 مليون ناخبة). على الرغم من اعتبار الانتخابات أنها ستكون نزيهة أكثر من السنوات السابقة، إلا أنه كانت هناك مخاوف بشأن سير الانتخابات، وأشار المعهد الديمقراطي الوطني ما يلي:
أجواء قلق في التحضير للانتخابات بسبب المخاوف من العنف، فضلاً عن اتخاذ تدبيرات شديدة في يوم الانتخابات وبعده من عناصر من حزب المؤتمر الشعبي العام الحاكم في العديد من مراكز الاقتراع في جميع أنحاء البلاد مما يثير القلق.
كانت هناك تقارير موثوق بها عن انتهاكات لقانون الانتخابات بما في ذلك الترهيب السياسي والتصويت دون السن القانونية والسلوك غير اللائق من قبل قوات الأمن، والعرقلة بواسطة شراء اصوات الناخبين من قبل مراقبي الحزب الحاكم.

## النتائج
حصل المؤتمر الشعبي العام في البداية على 230 مقعداً وانضم إليه على الفور عدد من المستقلين، وعلى الرغم من الزيادة في عدد الناخبات، فقد فازت امرأة واحدة فقط، بانخفاض إمرأتان عن انتخابات عام 1997.
| الحزب                           | الحزب                                         | الأصوات   | %      | المقاعد | +/–  |
| ------------------------------- | --------------------------------------------- | --------- | ------ | ------- | ---- |
|                                 | المؤتمر الشعبي العام                          | 3٬465٬117 | 57.79  | 229     | +42  |
|                                 | التجمع اليمني للإصلاح                         | 1٬349٬485 | 22.51  | 45      | –8   |
|                                 | الحزب الاشتراكي اليمني                        | 291٬541   | 4.86   | 7       | جديد |
|                                 | التنظيم الوحدوي الشعبي الناصري                | 109٬714   | 1.83   | 3       | 0    |
|                                 | حزب البعث العربي الاشتراكي - قطر اليمن        | 40٬872    | 0.68   | 2       | 0    |
|                                 | حزب غير مسمى                                  | 25٬352    | 0.42   | 1       | –    |
|                                 | حزب البعث العربي الاشتراكي القومي - قطر اليمن | 23٬745    | 0.40   | 0       | 0    |
|                                 | تنظيم التصحيح الشعبي الناصري                  | 15٬257    | 0.25   | 0       | 0    |
|                                 | الاتحاد اليمني للقوات الشعبية                 | 11٬967    | 0.20   | 0       | –    |
|                                 | الحزب الناصري الديمقراطي                      | 9٬829     | 0.16   | 0       | 0    |
|                                 | الجبهة الوطنية الديمقراطية                    | 7٬056     | 0.12   | 0       | –    |
|                                 | الحزب القومي الاجتماعي                        | 5٬349     | 0.09   | 0       | –    |
|                                 | حزب الحق                                      | 4٬585     | 0.08   | 0       | 0    |
|                                 | حزب الشعب الديمقراطي                          | 4٬077     | 0.07   | 0       | –    |
|                                 | الاتحاد الديمقراطي للقوات الشعبية             | 3٬003     | 0.05   | 0       | –    |
|                                 | حزب الخضر الاجتماعي                           | 2٬276     | 0.04   | 0       | –    |
|                                 | حزب الوحدة الشعبي                             | 1٬739     | 0.03   | 0       | –    |
|                                 | حزب الرابطة اليمنية                           | 1٬383     | 0.02   | 0       | –    |
|                                 | حزب جبهة التحرير                              | 1٬282     | 0.02   | 0       | –    |
|                                 | حزب التحرير الوحدوي الشعبي                    | 1٬241     | 0.02   | 0       | –    |
|                                 | التجمع الوحدوي اليمني                         | 483       | 0.01   | 0       | –    |
|                                 | منظمة سبتمبر الديمقراطية                      | 81        | 0.00   | 0       | –    |
|                                 | مستقلون                                       | 620٬615   | 10.35  | 14      | –40  |
| المجموع                         | المجموع                                       | 5٬996٬049 | 100.00 | 301     | 0    |
|                                 |                                               |           |        |         |      |
| الأصوات الصحيحة                 | الأصوات الصحيحة                               | 5٬996٬049 | 96.69  |         |      |
| الأصوات الباطلة والفارغة        | الأصوات الباطلة والفارغة                      | 205٬205   | 3.31   |         |      |
| مجموع الأصوات                   | مجموع الأصوات                                 | 6٬201٬254 | 100.00 |         |      |
| الناخبين المسجلين ومعدل الإقبال | الناخبين المسجلين ومعدل الإقبال               | 8٬097٬514 | 76.58  |         |      |
| المصدر: Yemen NIC               |                                               |           |        |         |      |